# آزمون ویلکاکسون
آزمون ویلکاکسون (به انگلیسی: Wilcoxon signed-rank test) از آزمون‌های آماری ناپارامتری است که برای ارزیابی همانندی دو نمونه وابسته با مقیاس رتبه‌ای به کار می‌رود.

## خصوصیات
همچون آزمون مک‌نمار، این آزمون نیز مناسب طرحهای ماقبل و مابعد است (یک نمونه در دو موقعیت مختلف)، یا دو نمونه که از یک جامعه باشند. این آزمون اندازه تفاوت میان رتبه‌ها را در نظر می‌گیرد بنابراین متغیرها می‌توانند دارای جوابهای متفاوت یا فاصله‌ای باشند. این آزمون متناظر با آزمون t دو نمونه‌ای وابسته‌است و در صورت وجود نداشتن شرایط آزمون t جانشین خوبی برای آن است. نمونه‌های به کار برده شده در این آزمون باید نسبت به سایر صفت هایشان جور شده (جفت شده) باشند.